# Ernesto Guido
Ernesto Guido, né en 1977, est un astronome amateur italien.
Le Centre des planètes mineures le crédite des découvertes de six astéroïdes, effectuées entre 2005 et 2009.
L'astéroïde (120361) Guido lui a été dédié.
| (152319) Pynchon | 29 octobre 2005  |
| (152481) Stabia  | 30 novembre 2005 |